# Sébastien Lepape
Pour les articles homonymes, voir Lepape.
Sébastien Lepape, né le 4 juillet 1991 à Montivilliers, est un patineur de vitesse sur courte piste français.

## Biographie
Il commence le patinage de vitesse sur piste courte en 2001 au club de la ville du Havre.

## Carrière
En 2011, il est champion du monde junior du relais 3000 mètres.
Il est 8e au 1500 mètres, 12e au 1000 mètres et 22e du 500 mètres en patinage de vitesse sur piste courte aux Jeux olympiques de 2014,. La même année, il est septième du classement toutes distances des championnats d'Europe.
En 2016, il est huitième du 1000 mètres et 10e du 1500 mètres, pour une 14e place toutes distances, aux championnats du monde. Il est cinquième des championnats d'Europe.
En 2017, en coupe du monde, il arrive 11e puis 9e du 1500 mètres. Il est neuvième européen toutes distances.
Il participe aux patinage de vitesse sur piste courte aux Jeux olympiques de 2018. En fin de saison, il remporte une médaille de bronze au 500 mètres et finit cinquième au classement général des championnats d'Europe.
En 2019, il finit quatrième du 500 mètres aux championnats d'Europe pour une huitième place au classement général.
En 2020, il remporte le 1000 mètres et le 1500 mètres aux championnats de France. Pendant cette saison, il signe une convention d'insertion professionnelle en boulangerie, se levant à 4h et travaillant de 6h à midi pour commencer l'entraînement à 14 heures.
En 2021, il obtient une quatrième place sur 1500 mètres en coupe du monde. Il finit sa saison quatrième mondial toutes distances avec une quatrième place au 1000 mètres, et sixième sur la même distance aux championnats d'Europe.
Il est testé positif au COVID-19 à son arrivée aux Jeux olympiques d'hiver de 2022 et isolé trois jours juste avant le début de la compétition, s'entraînant seul avec l'entraîneure Annie Sarrat, elle aussi positive.
En 2023, il est cinquième européen sur 1500 mètres et septième sur 1000 mètres.
En 2024, la patinoire de l'équipe de France à Font-Romeu est en travaux, contraignant l'équipe nationale à s'entraîner à Bormio toute l'année avec l'équipe d'Italie. Trois athlètes, Aurélie Monvoisin, Sébastien Lepape et Tristan Navarro, ne peuvent se rendre à Bormio et s'entraînent en France à leurs frais. Les sélections ont lieu les 5 et 6 octobre 2024 à Bormio ; les trois Français écartés s'y préparent avec l'équipe de Pologne.